# Trycherus castaneus
Trycherus castaneus es una especie de coleóptero de la familia Endomychidae.

## Distribución geográfica
Habita en Amber.